# Paul Ricca
Paul Ricca, pseudonimo di Paul De Lucia nato Felice De Lucia, detto The Waiter (Napoli, 14 novembre 1897 – Chicago, 11 ottobre 1972), è stato un mafioso italiano naturalizzato statunitense, capo de facto dell'organizzazione nota come Chicago Outfit per quarant'anni. Nel 1958 è stato definito dalla sottocommissione contro il crimine organizzato del Senato degli Stati Uniti come "il criminale più importante del paese".

## Biografia
Felice De Lucia, noto in seguito come Paul Ricca, nacque il 14 novembre 1897 a Napoli, in Campania, da Antonio e Maria Annunziata De Lucia. Era il maggiore di cinque figli, con quattro sorelle minori: Emilia Beatrice, Anna Clementina, Clementina Eleonora e Luisa Maria. Fin da giovane fu coinvolto nel crimine organizzato napoletano, affiliandosi alla Camorra. A soli 17 anni, eseguì un omicidio su ordine della mafia, accoltellando a morte Emilio Parrillo nel 1915. In seguito, Ricca dichiarò di aver ucciso Parrillo perché aveva rotto il fidanzamento con sua sorella. Nel 1917 fu condannato per omicidio e trascorse due anni in prigione. Dopo la scarcerazione, si vendicò di un testimone del processo Parrillo: sgozzò Vincenzo Capasso, che aveva testimoniato contro di lui.
Dopo questo secondo omicidio, fuggì dall'Italia assumendo il falso nome di Paul Maglio e raggiunse gli Stati Uniti passando per Cuba. Arrivò a New York il 10 agosto 1920.
Nel gennaio 1927 sposò Nancy Emily Gigante, anch'ella originaria di Napoli. La coppia ebbe tre figli: Mary Anna, Anthony Paul e Paul Richard. Nel 1928 ottenne la cittadinanza statunitense e legalmente cambiò il suo nome in Paul De Lucia.

## Attività criminale
Durante il suo soggiorno a Cuba, Ricca conobbe Joseph "Diamond Joe" Esposito, un contrabbandiere di alcolici e proprietario di ristoranti, attivo a Chicago. Quando Ricca arrivò a New York, fu proprio Esposito a condurlo a Chicago e ad affidargli un ruolo nel traffico illegale di alcolici: si occupava infatti del contrabbando di whiskey da Cuba e di distillati artigianali dal Kentucky verso la città. Notando le sue capacità e il suo sangue freddo, Esposito lo nominò maître del Bella Napoli, il suo ristorante di punta a Chicago. Fu proprio lì che Ricca guadagnò il soprannome di "The Waiter" (cameriere). Il locale era frequentato da numerosi gangster della città, tra cui il noto Al Capone, capo della South Side Gang, il gruppo criminale che sarebbe poi diventato la famigerata Chicago Outfit.
Grazie ad amicizie comuni con mafiosi napoletani rientrati in Italia, Ricca riuscì a integrarsi rapidamente nel mondo criminale locale. Dopo poco tempo, lasciò il lavoro al ristorante e si unì alla South Side Gang, facendo così il suo ingresso definitivo nella grande malavita americana.

### Legame con Capone e Nitti
Ricca scalò rapidamente i ranghi dell’organizzazione criminale. Un episodio chiave nella sua ascesa avvenne il 20 settembre 1926, all’esterno del quartier generale di Al Capone, presso l’Hawthorne Hotel a Cicero, in Illinois. Mentre Capone stava cenando nel ristorante accanto all’hotel e Ricca si stava avvicinando per incontrarlo, un gruppo di gangster rivali della fazione del North Side fece irruzione a bordo di diverse automobili, sparando raffiche di mitra Thompson in aria e contro l’edificio. Ricca, intuendo il pericolo, corse immediatamente dentro il ristorante per avvertire Capone, permettendogli di mettersi al riparo appena in tempo. Lo salvò da morte certa, ma fu ferito alla spalla sinistra da un colpo d’arma da fuoco. Quando la polizia arrivò e gli chiese l’identità, Ricca fornì un nome falso: Louis Barko. Capone non dimenticò il gesto eroico. Da quel momento, tra i due nacque un forte legame di fiducia e amicizia. Nel 1927, fu proprio Capone a fare da testimone di nozze al matrimonio di Ricca.
Nel 1929, Ricca accompagnò Capone alla Conferenza di Atlantic City, il primo vertice tra tutte le maggiori organizzazioni criminali degli Stati Uniti. L’anno successivo, Capone lo inviò a New York come emissario per negoziare la fine della guerra di Castellammare, il sanguinoso conflitto tra famiglie mafiose italo-americane. La reputazione di Ricca continuò a crescere con la nascita, nel 1931, del Sindacato nazionale del crimine (National Crime Syndicate). Sempre nel 1931, Capone fu condannato per evasione fiscale e condannato a 11 anni di carcere.
Il comando formale passò a Frank "the Enforcer" Nitti, ma fu Ricca a detenere il vero potere. Secondo lo storico del crimine Carl Sifakis, Ricca era il leader di fatto della Chicago Outfit. Non esitava a smentire gli ordini di Nitti con frasi perentorie come: “La facciamo a modo mio. E ora basta discuterne!”.
Anche le figure più influenti del Sindacato, come Lucky Luciano, si relazionavano solo con Ricca, ignorando completamente Nitti. Un’ulteriore conferma della sua autorità si ebbe nell’aprile del 1932, quando Ricca fu arrestato fuori dal Congress Hotel di Chicago insieme a Luciano, Meyer Lansky e altri esponenti di spicco della malavita newyorkese. Furono tutti rilasciati per mancanza di prove, ma la foto segnaletica in cui apparivano insieme testimoniava la considerazione che la mafia della costa est aveva per Ricca, riconoscendolo come vero leader del crimine organizzato a Chicago.
Ricca era un uomo apparentemente pacato, ma spietato quanto qualunque altro boss. Quando ordinava un’esecuzione, lo faceva con una frase tanto semplice quanto glaciale: “Fallo sparire.” Secondo lo stesso Sifakis, era uno dei gangster più emblematici e rappresentativi mai prodotti dalla Chicago Outfit. A differenza di Esposito e Capone, però, Ricca evitava ogni forma di ostentazione. Disprezzava la ribalta mediatica e preferiva agire nell’ombra, mantenendo un basso profilo per sfuggire all’attenzione della stampa e delle forze dell’ordine. Pur avendo subito diversi arresti agli inizi della sua carriera criminale — tra cui uno, il 24 gennaio 1927, per porto abusivo d’arma da fuoco, occasione in cui fu scattata la sua celebre foto segnaletica — non fu mai condannato per reati gravi fino agli anni ’40. Non a caso, molti suoi colleghi mafiosi lo invidiavano per il suo modesto e quasi immacolato casellario giudiziario.

### Estorsione a Hollywood
All’inizio degli anni ’40, Frank Nitti convinse Ricca e il resto della leadership della Chicago Outfit a prendere parte a un vasto schema di estorsione e racket sindacale ai danni degli studi cinematografici di Los Angeles. Il piano prevedeva l’infiltrazione nei sindacati dell’industria dello spettacolo, e fu messo in pratica dal mafioso italoamericano John "Handsome Johnny" Roselli, che assunse il controllo del sindacato. Roselli minacciò gli studios con scioperi e disordini sindacali. Per evitare interruzioni e danni economici, le grandi case di produzione - RKO, Paramount, MGM e 20th Century Fox - finirono per versare centinaia di migliaia di dollari alla Outfit sotto forma di “contributi”. Tuttavia, l’operazione crollò quando due uomini della Outfit coinvolti nel racket, Willie Bioff e George Browne, furono arrestati per estorsione e decisero di collaborare con la giustizia, accettando di testimoniare contro i vertici dell’organizzazione.
Nel marzo del 1943, Ricca, Nitti e altri leader mafiosi furono formalmente incriminati per estorsione. Il 18 marzo, si tenne un incontro tra Ricca, Nitti e gli altri membri della leadership per decidere il da farsi. Poiché l’intera operazione con Hollywood era stata ideata da Nitti, Ricca e gli altri capi gli imposero di assumersi tutta la responsabilità e dichiararsi colpevole, per proteggere gli altri boss dal carcere. Ma Nitti, profondamente claustrofobico e terrorizzato all’idea della prigione, non resse alla pressione: il giorno successivo si tolse la vita con un colpo di pistola.
Con la morte di Nitti, Ricca divenne ufficialmente il boss supremo della Chicago Outfit, nominando il suo fidato braccio destro, il capo della sicurezza Tony Accardo, come suo vice. Insieme, Ricca e Accardo avrebbero guidato l’organizzazione per i successivi trent’anni, consolidandone il potere e trasformandola in una delle più temute e influenti strutture criminali d’America.

## Condanne
Il 30 dicembre 1943, Paul Ricca e i suoi collaboratori furono riconosciuti colpevoli di estorsione e condannati a dieci anni ciascuno in una prigione federale. Ricca iniziò a scontare la pena nel penitenziario federale di Atlanta, ma ben presto fece pressioni per essere trasferito nel carcere di Leavenworth, in Kansas. Il motivo della richiesta era serio: il direttore del carcere di Atlanta era noto per i suoi pregiudizi anti-italiani e aveva già brutalmente picchiato Phil D’Andrea, un altro membro della Outfit. L’episodio allarmò Ricca e gli altri detenuti, che iniziarono a temere per la propria incolumità. Attraverso una rete di contatti, l’avvocato Paul Dillon di St. Louis, Missouri, avrebbe offerto una tangente al capo del consiglio federale per la libertà vigilata affinché approvasse il trasferimento di Ricca e degli altri a Leavenworth. Nel maggio del 1945, nonostante il parere contrario dei direttori di entrambi i penitenziari, Ricca e i suoi uomini furono trasferiti a Leavenworth. Durante questo periodo, Ricca raggiunse un accordo con l’Internal Revenue Service (l'agenzia delle entrate americana) pagando una somma in contanti per saldare vecchi debiti fiscali.
Il 13 agosto 1947, dopo una settimana di deliberazioni, il consiglio per la libertà vigilata concesse a Ricca e ai suoi coimputati la libertà condizionata. Una delle condizioni imposte, tuttavia, era chiara: Ricca non poteva avere contatti con altri mafiosi. Di conseguenza, fu Tony Accardo a prendere ufficialmente il controllo della Outfit. Tuttavia, era risaputo che i due condividevano il potere: Ricca, pur restando dietro le quinte, continuava a esercitare una forte influenza sulle decisioni dell'organizzazione. Nessuna operazione importante - e certamente nessun omicidio - avveniva senza il suo consenso. Questo fu uno dei pochi casi documentati in cui la leadership del crimine organizzato fu condivisa tra due figure, mantenendo un equilibrio di potere raro per quel mondo.

## Rapporto con Giancana
All’inizio degli anni ’50, Ricca cominciò a delegare sempre di più la gestione quotidiana della Chicago Outfit al suo fidato luogotenente Tony Accardo. Tuttavia, nel 1957, in un’improvvisa svolta, Ricca comunicò ad Accardo la volontà di nominare Sam Giancana - un suo protetto personale - come nuovo capo operativo dell’organizzazione. A motivare la scelta c’era anche il fatto che Accardo era nel mirino delle autorità per evasione fiscale, e Ricca desiderava che si ritirasse momentaneamente dalla scena pubblica per evitare ulteriori attenzioni da parte della legge. Sebbene non fosse affatto contento della retrocessione, Accardo accettò la decisione, unendosi a Ricca in una sorta di pensionamento strategico. Ma la realtà era ben diversa: Giancana doveva comunque ottenere l’approvazione di entrambi - Ricca e Accardo - per qualsiasi decisione importante, soprattutto in materia di omicidi.
Questa strategia si rivelò vincente. Rimanendo dietro le quinte e lontani dai riflettori, Ricca e Accardo riuscirono a evitare la prigione molto più a lungo rispetto ad Al Capone, ormai divenuto simbolo degli errori dell’eccessiva esposizione mediatica. Con l’avanzare dell’età di Ricca, fu Accardo a prendere in mano sempre più decisioni strategiche di alto livello. Nel 1966, fu proprio lui a orchestrare l’estromissione di Giancana, sostituendolo con un altro fedelissimo: Sam Battaglia.

## Gli ultimi anni
Nel 1957, il governo federale incriminò Paul Ricca per essere entrato illegalmente negli Stati Uniti utilizzando un'identità falsa, quella di Paul Maglio. Tre anni prima, infatti, le autorità avevano rintracciato il vero Paul Maglio a Chicago e lo avevano chiamato a testimoniare contro Ricca, il quale perse così la cittadinanza statunitense. Sebbene il governo avesse inizialmente ottenuto un ordine di espulsione, questo fu successivamente annullato da un tribunale.
Nel 1959, Ricca fu nuovamente coinvolto in problemi giudiziari: venne condannato per evasione fiscale e condannato a nove anni di carcere federale. Tuttavia, scontò solo 27 mesi prima di essere rilasciato. Nel 1965, Ricca fu nuovamente incriminato per evasione fiscale. Durante il processo, sostenne che l'intero suo reddito del 1963 - pari a 80.159 dollari - provenisse esclusivamente da vincite alle corse dei cavalli. Alla fine, Ricca fu assolto anche da questa accusa.

## Morte
Paul Ricca morì l’11 ottobre 1972 a causa di un infarto presso il St. Luke's Hospital di Chicago. È sepolto al Queen of Heaven Cemetery di Hillside, in Illinois.